# 藤田悠也
藤田 悠也（ふじた ゆうや、1996年12月4日 - ）は、兵庫県出身の男性シンガーソングライター。

## 概要
兵庫県出身。大阪、東京の二拠点でストリートライブやライブハウスにてシンガーソングライターとして活動中。
作詞・作曲・編曲全てを自身で手掛け、アニメーションを用いたミュージックビデオも制作する。

## ディスコグラフィ

### ディスコグラフィ
| タイトル                             | 発売日         |
| ------------------------------------ | -------------- |
| 空へ鳴き声                           | 2015年         |
| 捧ぐ歌                               | 2016年         |
| 君がもしとびっきり美人に生まれてたら | 2017年3月3日   |
| ガラクタの行方                       | 2018年2月2日   |
| There is…                            | 2019年7月8日   |
| noise of locus                       | 2021年9月8日   |
| moulting                             | 2022年11月30日 |
| 愛されたいと叫べばいい               | 2023年12月3日  |